# Tojama

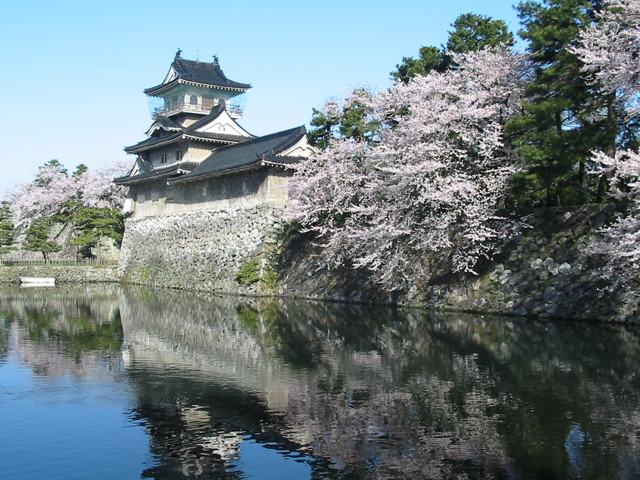
Tojamský hrad na jaře

Tojama (富山市; Tojama-ši) je hlavní město prefektury Tojama v Japonsku. Leží na ostrově Honšú, na pobřeží Japonského moře, asi 200 km severně od města Nagoja a 300 km severozápadně od Tokia.
Dříve bývala Tojama hlavním městem provincie Eččú.
Moderní město Tojama bylo založeno 1. dubna 1889.
Podle odhadu z roku 2005 mělo město 420 804 obyvatel a hustotu zalidnění 338,85 ob./km². Celková rozloha města je 1 241,85 km².

## Partnerská města
- Čchin-chuang-tao, Čínská lidová republika (květen 1981)
- Durham, Severní Karolína, Spojené státy americké (červen 1989)
- Mogi das Cruzes, Brazílie (listopad 1979)
- Wellington, Austrálie (srpen 1992)